# 讷沙托区 (比利时)
讷沙托区（法語：Arrondissement de Neufchâteau）是比利時瓦隆大区盧森堡省的一个区。該區轄有12個市鎮，面積1,354.57平方公里，2020年1月1日人口為62777人。

## 市鎮
讷沙托区下轄以下市鎮：

| - 贝尔特里（Bertrix） - 布永（Bouillon） - 达韦迪斯（Daverdisse） - 埃尔伯蒙（Herbeumont） - 莱格利斯（Léglise） - 利班（Libin） | - 利布拉蒙-舍維尼（Libramont-Chevigny） - 讷沙托（Neufchâteau） - 帕利瑟勒（Paliseul） - 圣于贝尔（Saint-Hubert） - 泰兰（Tellin） - 韦兰（Wellin） |